# Octobre 1865

## Événements
- Mexique : bataille de Bagdad (fin en janvier 1866).

- 3 octobre : le maréchal Bazaine fait endosser par l'archiduc Maximilien Ier du Mexique un décret condamnant à la peine de mort, dans les 24 heures, les défenseurs de la République et leurs complices.

- 4 au 11 octobre : entrevue de Biarritz entre le chancelier Bismarck et Napoléon III qui soutiendra la politique anti-autrichienne de la Prusse. En échange de la neutralité française dans les affaires allemandes, Bismarck propose à Napoléon III une entente italo-prussienne qui stipulerait, en cas de défaite de François-Joseph Ier d'Autriche, le transfert de la Vénétie au royaume d’Italie.

- 29 octobre : début du ministère libéral lord John Russell, Premier ministre du Royaume-Uni, (fin en 1866). La mort de Palmerston le 18 octobre entraîne l’abandon de l’interventionnisme au profit d’une politique étrangère attentiste, le « splendide isolement », centrée sur les affaires coloniales.

## Naissances
- 1er octobre : Paul Dukas, compositeur français († 17 mai 1935).
- 10 octobre : Rafael Merry del Val, cardinal, ancien secrétaire d'État de la Curie romaine († 26 février 1930).
- 18 octobre : 
  - Arie de Jong (mort le 12 octobre 1957), médecin et volapükiste néerlandais
  - Logan Pearsall Smith (mort le 2 mars 1946), écrivain américain

- 22 octobre : Otto Antoine, peintre allemand († 14 juillet 1951).
- 24 octobre: Élie Gounelle (mort le 15 février 1950), pasteur et théologien français
- 25 octobre : Walter Leistikow, peintre allemand († 24 juillet 1908).

## Décès
- 18 octobre : Henry John Temple (né le 20 octobre 1784), politicien britannique

- 24 octobre : Louis Canler (né le 4 avril 1797), policier français
- 25 octobre : Christophe-Alexis-Adrien de Jussieu, homme politique français (° 1802).